# Maybell (Colorado)
Maybell es un lugar designado por el censo ubicado en el condado de Moffat en el estado estadounidense de Colorado. En el Censo de 2010 tenía una población de 72 habitantes y una densidad poblacional de 53,67 personas por km².

## Geografía
Maybell se encuentra ubicado en las coordenadas 40°31′8″N 108°5′20″O / 40.51889, -108.08889. Según la Oficina del Censo de los Estados Unidos, Maybell tiene una superficie total de 1.34 km², de la cual 1.34 km² corresponden a tierra firme y (0%) 0 km² es agua.

## Demografía
Según el censo de 2010, había 72 personas residiendo en Maybell. La densidad de población era de 53,67 hab./km². De los 72 habitantes, Maybell estaba compuesto por el 97.22% blancos, el 0% eran afroamericanos, el 1.39% eran amerindios, el 0% eran asiáticos, el 0% eran isleños del Pacífico, el 0% eran de otras razas y el 1.39% pertenecían a dos o más razas. Del total de la población el 4.17% eran hispanos o latinos de cualquier raza.